# Успенська церква (Шепель)

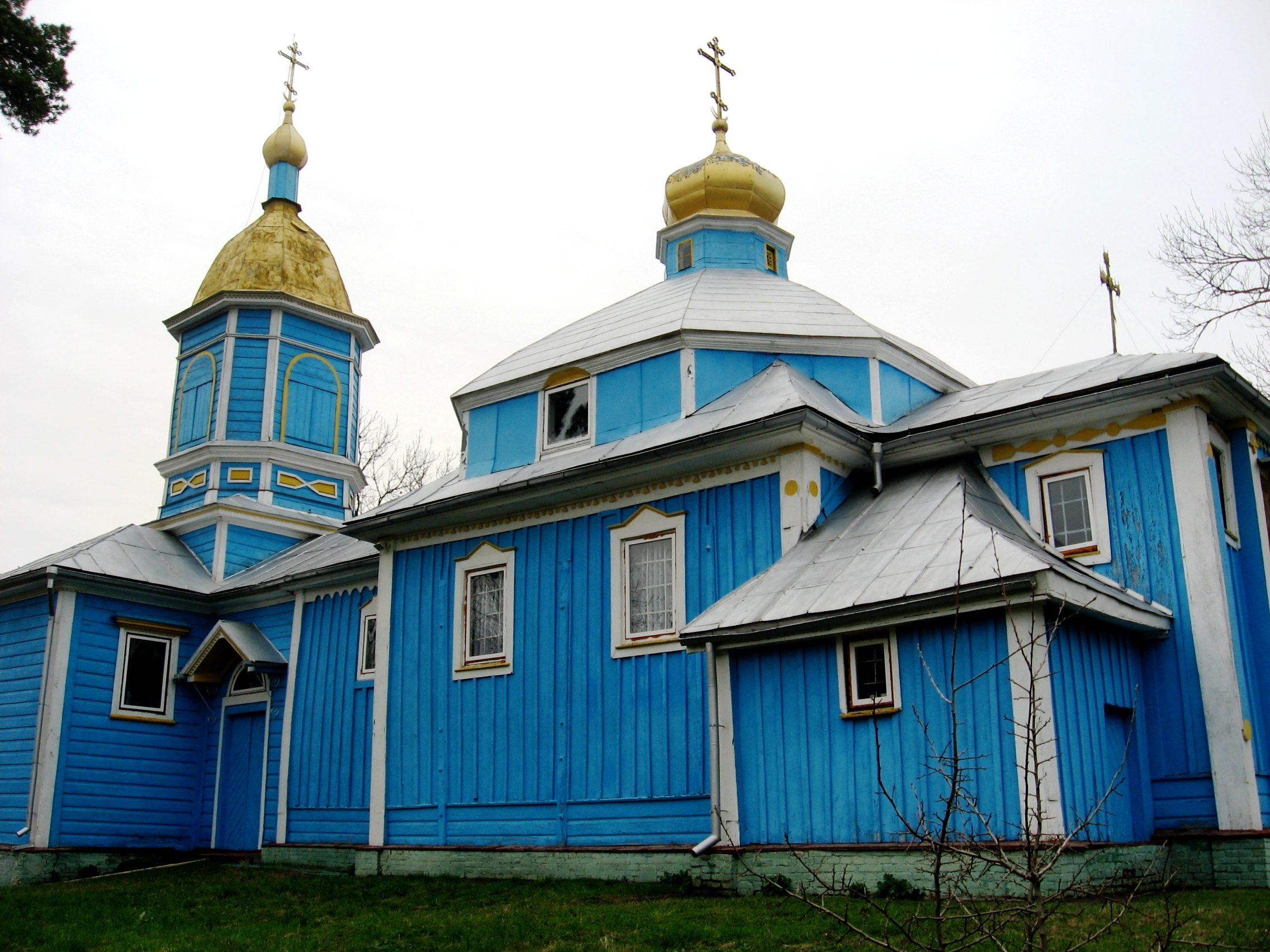
Успенська церква с. Шепель

Успенський церква — це давня дерев'яна українська церква, побудована у 18 столітті у селі Шепель Луцького району Волинської області.

## Особливості будови
Дерев'яна, трьохдільна, з барабаном над центральним об'ємом, посадженим на низькому восьмерику і увінчаним ліхтарем з банею. Входи до церкви влаштовані з півдня та півночі.

## Історія
Побудували церкву у 1780 р. В XIX в. до бабинця було прибудовано притвор, а до нього поперечний прямокутний об'єм, над яким зроблено було високу шатрову дзвіницю.
У ХІХ ст. церква змінена прибудовою «храму апостола Якова», а над ним збудована дзвіниця.

## Престольне свято церкви
Церква святкує своє престольне свято 28 серпня, у свято Успіння пресвятої Богородиці.

## Культурна цінність
На території церкви збережено пам'ятки живопису XVII століття та різьблене оздоблення XVIII століття.

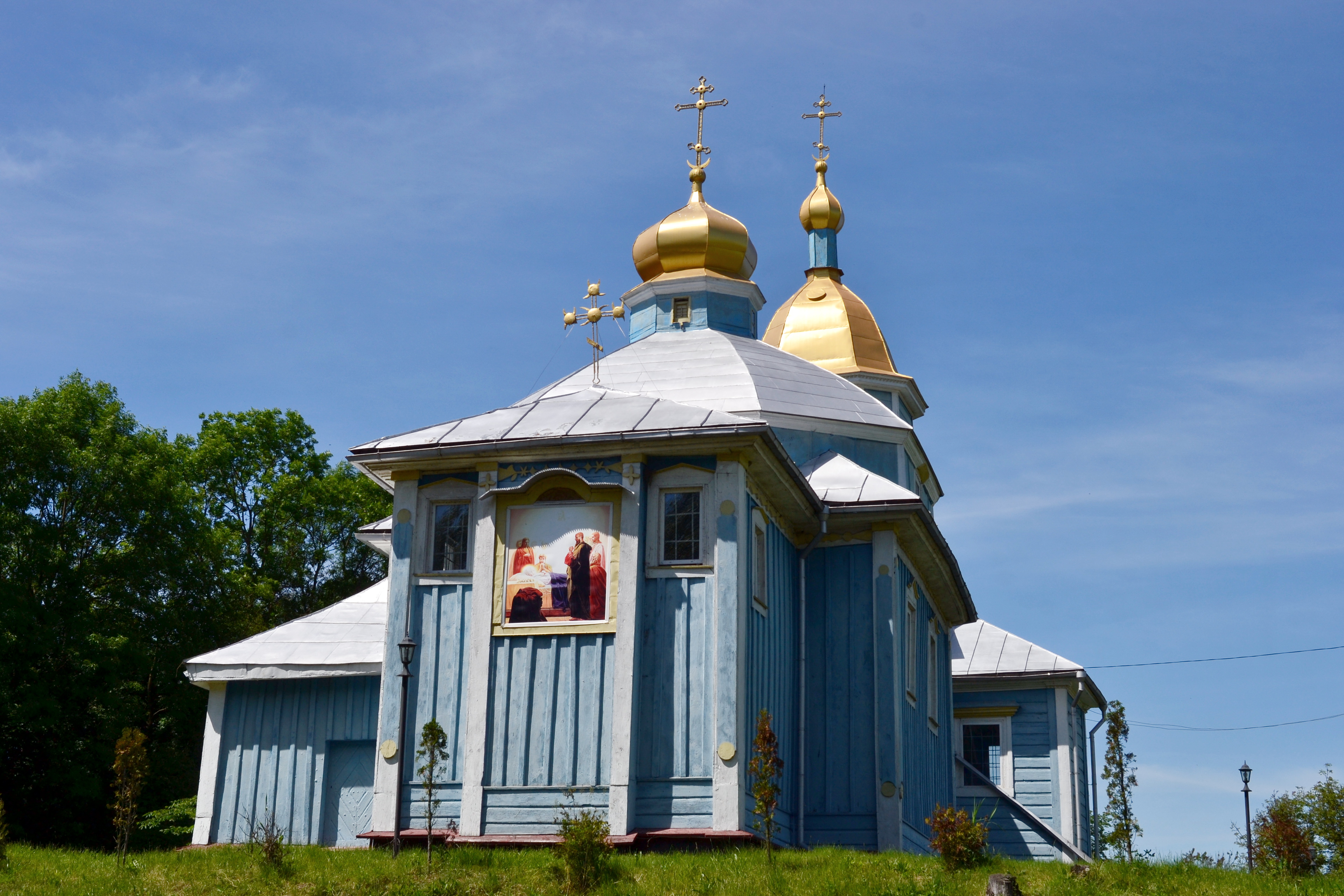
Культурна спадщина України. Успенська дерев'яна церква

## У літературі
Згадку про собор можна побачити у книзі українського архітектора-реставратора Прібєгі Л.В." Народне Зодчество".